# Pigcawayan

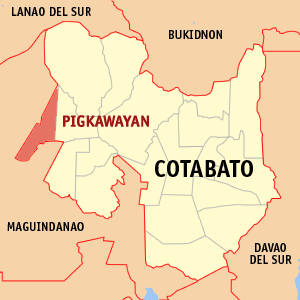
Bản đồ của Cotabato với vị trí của Pigkawayan

Pigcawayan là một đô thị hạng 3 ở tỉnh Cotabato, Philippines. Theo điều tra dân số năm 2000, đô thị này có dân số 51.008 người trong 10.112 hộ.

## Các đơn vị hành chính
Pigcawayan được chia thành 40 barangay.
| - Anick (Upper Balogo) - Upper Baguer (Baguer) - Balacayon - Balogo - Banucagon - Bulucaon - Buluan - Buricain - Capayuran - Central Panatan - Datu Binasing - Datu Mantil - Kadingilan - Kimarayag | - Libungan Torreta - Lower Baguer - Lower Pangangkalan - Malagakit - Maluao - North Manuangan - Matilac - Midpapan I - Mulok - New Culasi - New Igbaras - New Panay - Upper Pangangkalan | - Patot - Payong-payong - Poblacion I - Poblacion II - Poblacion III - Presbitero - Renibon - Simsiman - South Manuangan - Tigbawan - Tubon - Midpapan II - Cabpangi |